# 우라카와역 (홋카이도)
우라카와역(일본어: 浦河駅)은 일본 홋카이도 우라카와 군 우라카와정에 위치한 홋카이도 여객철도 히다카 본선의 철도역이다. 단선 승강장 1면 1선의 구조를 갖춘 지상역이다.

## 이용 현황
- 1981년도 : 321명
- 1992년도 : 140명

| 승차 인원 추이 | 승차 인원 추이 |
| 연도           | 1일 평균       |
| -------------- | -------------- |
| 2002           | 35             |
| 2003           | 33             |
| 2004           | 32             |
| 2005           | 29             |
| 2006           | 21             |
| 2007           | 19             |

## 역 주변
- 국도 제235호선 · 국도 제236호선
- 히다카 진흥국 청사
- 우라카와 정청
- 우라카와 항
- 우라카와 댐

## 역사
- 1935년 10월 24일 : 국유철도 히다카 선 히다카미쓰이시 역 - 이 역 간 연장 개통에 의해 개업. 일반역.
- 1937년 8월 10일 : 이 역 - 사마니역 간 연장 개통에 의해 중간역으로 전환.
- 1943년 11월 1일 : 선로명을 히다카 본선으로 개칭, 그것에 의해 이 노선의 역으로 함.
- 1982년 12월 15일 : 화물 취급 폐지.
- 1984년 2월 1일 : 하물 취급 폐지.
- 1987년 4월 1일 : 일본국유철도 분할 민영화에 의해 홋카이도 여객철도가 승계.
- 2021년 4월 1일 : 폐역.

## 인접 역
| 홋카이도 여객철도 히다카 본선 | 홋카이도 여객철도 히다카 본선 | 홋카이도 여객철도 히다카 본선 |
| ----------------------------- | ----------------------------- | ----------------------------- |
| 에후에 도마코마이 방면        | ■ 히다카 본선                 | 히가시초 사마니 방면          |